# Chisinau
Chisinau (romanès: Chișinău, pronunciat [kiʃi'nəw] i escrit Кишинэу en alfabet ciríl·lic moldau; rus: Кишинёв Kixiniov) és la capital de la República de Moldàvia. La ciutat està situada sobre el Bîc, un subafluent del Dnièster.

## Etimologia
L'origen del nom de la ciutat no és clar. Una teoria suggereix que el nom pot provenir de la paraula romanesa arcaica chișla (que significa 'font', 'font d'aigua') i nouă ('nou'), perquè es va construir al voltant d'una petita font, a la cantonada dels carrers Pușkin i Albișoara.
L'altra versió, formulada per Ștefan Ciobanu, historiador i acadèmic romanès, sosté que el nom es va formar de la mateixa manera que el nom de Chișineu (alternativa escrita com a Chișinău) a l'oest de Romania, prop de la frontera amb Hongria. El seu nom hongarès és Kisjenő, d'on prové el nom romanès. Kisjenő ve de kis "petit" i els jenő, una de les set tribus hongareses que van entrar a la Conca Pannònica l'any 896. Almenys 24 assentaments més porten el nom de la tribu Jenő.
Chisinau és coneguda en rus com Kíxiniov (Кишинёв), mentre que els mitjans de comunicació en rus de Moldàvia l'anomenen Kíxineu (Кишинэу). Està escrit Kişinöv en l’alfabet llatí gagauz. També va ser escrit com a Chișineu en romanès anterior al segle XX i com Кишинэу en l'alfabet ciríl·lic moldau. Històricament, el nom en anglès de la ciutat, Kishinev, es basava en el rus modificat perquè va entrar a l'idioma anglès a través del rus en el moment en què Chisinau formava part de l'Imperi Rus (per exemple, el Pogrom de Chișinău). Per tant, segueix sent un nom anglès comú en alguns contextos històrics. En cas contrari, Chisinau ha anat guanyant divises constantment, especialment en llengua escrita. La ciutat també es coneix històricament com a alemany: Kischinau, (de); Polonès, (pl ); ucraïnès: Кишинів, (uk ); o ídix: קעשענעװ

## Geografia

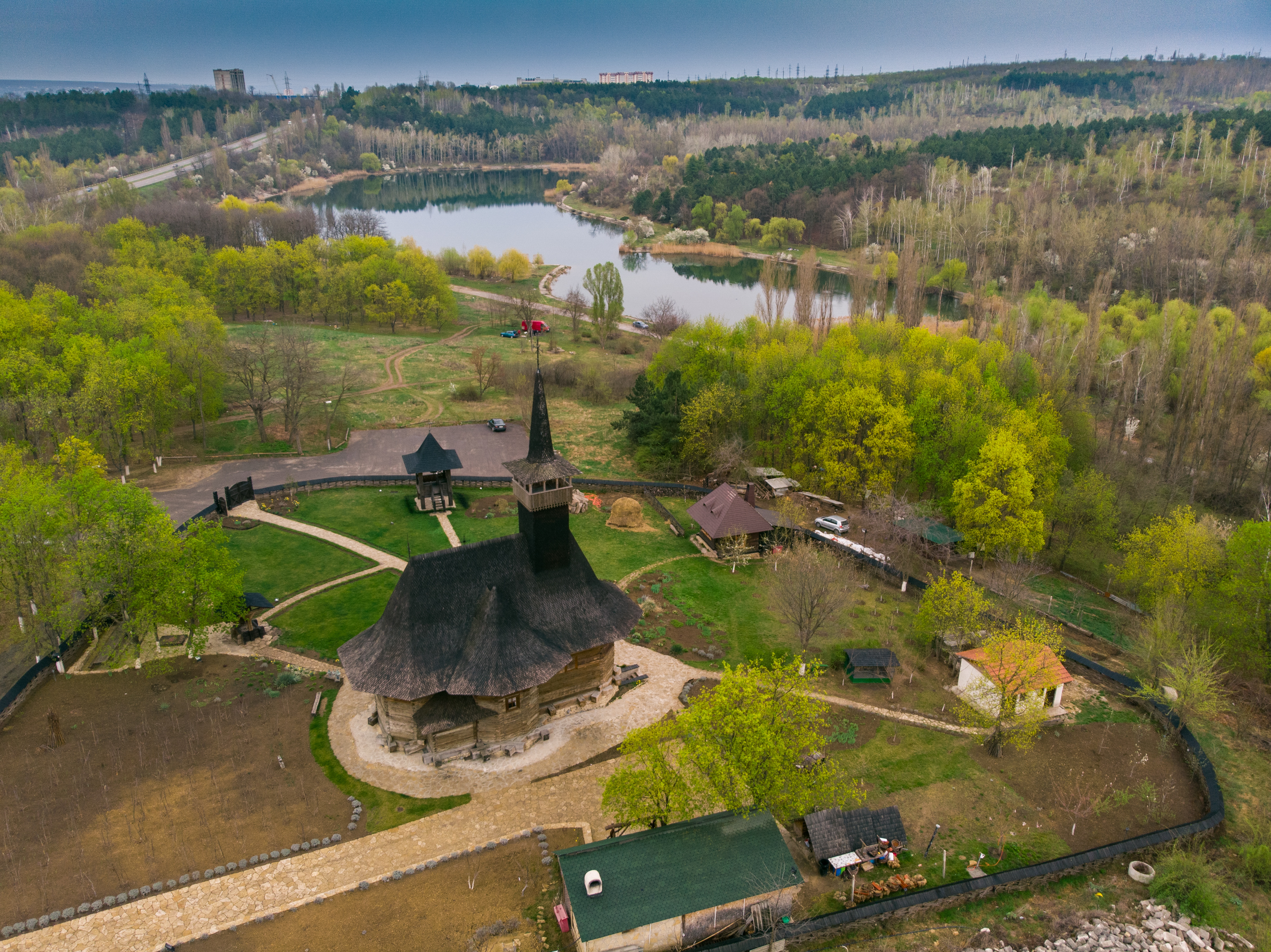
"Museu del poble" (Muzeul satului), situat als afores sud de la ciutat

Chișinău es troba al riu Bâc, afluent del Dnièster, a 47° 0′ N, 28° 55′ E / 47.000°N,28.917°E, ocupant una superfície de 120 km². L'àrea municipal fa 635 km².
La ciutat es troba al centre de Moldàvia i està envoltada d'un paisatge relativament pla amb un terreny molt fèrtil.

### Clima

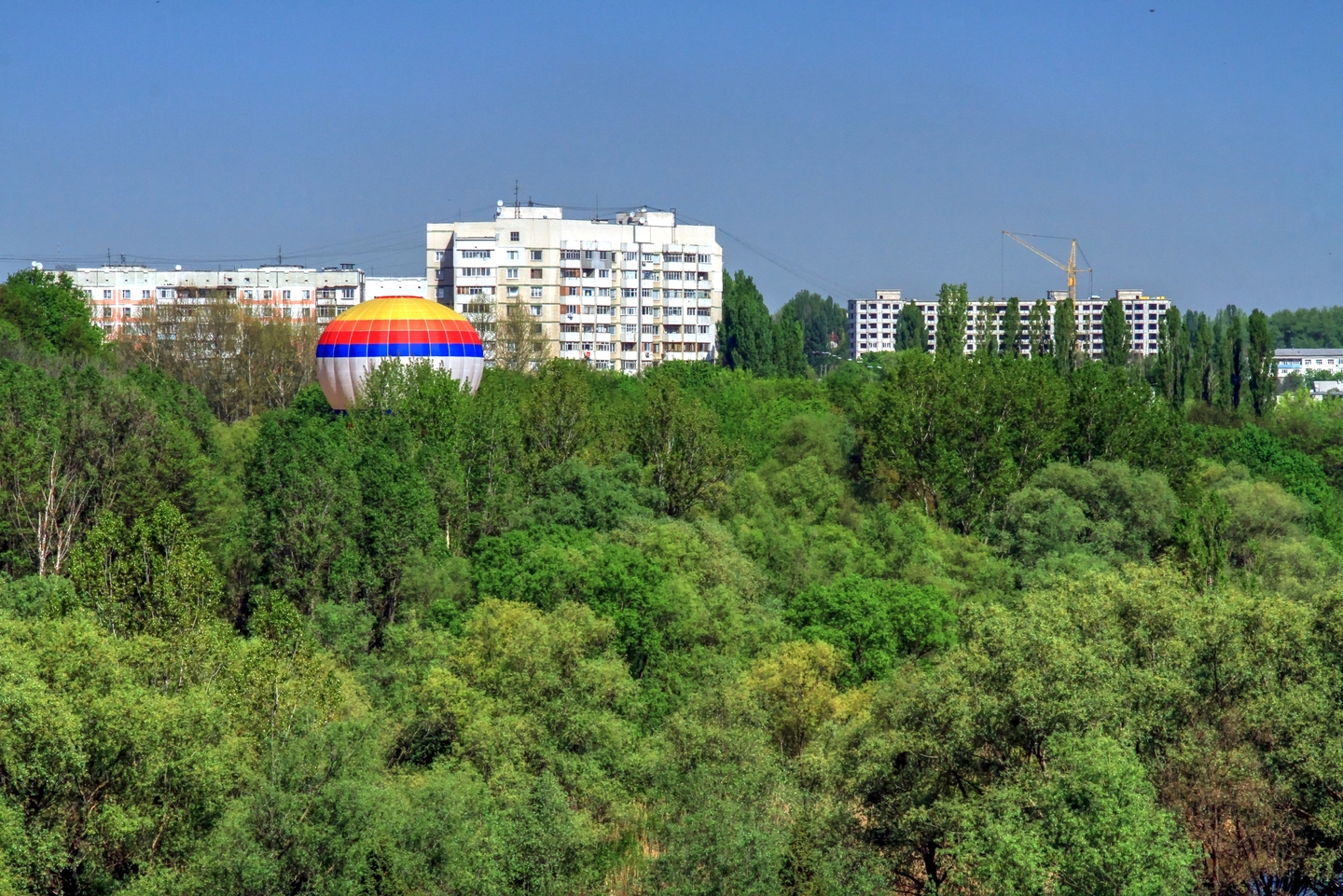
Jardí Botànic

Chișinău té un clima continental humit (classificació climàtica de Köppen Dfa) caracteritzat per estius càlids i hiverns freds i ventosos. Les temperatures mínimes d'hivern solen ser inferiors a 0°C , encara que poques vegades cauen per sota de -10°C. A l'estiu, la temperatura màxima mitjana és d'aproximadament 25°C, però, les temperatures de tant en tant arriben de 35 a 40°C a mitjans d'estiu al centre de la ciutat. Tot i que la precipitació i la humitat mitjanes durant l'estiu són relativament baixes, hi ha tempestes poc freqüents però fortes.
Les temperatures de primavera i tardor varien entre 16 i 24°C, i les precipitacions durant aquesta època solen ser més baixes que a l'estiu, però amb períodes de pluja més freqüents però més suaus.

## Economia

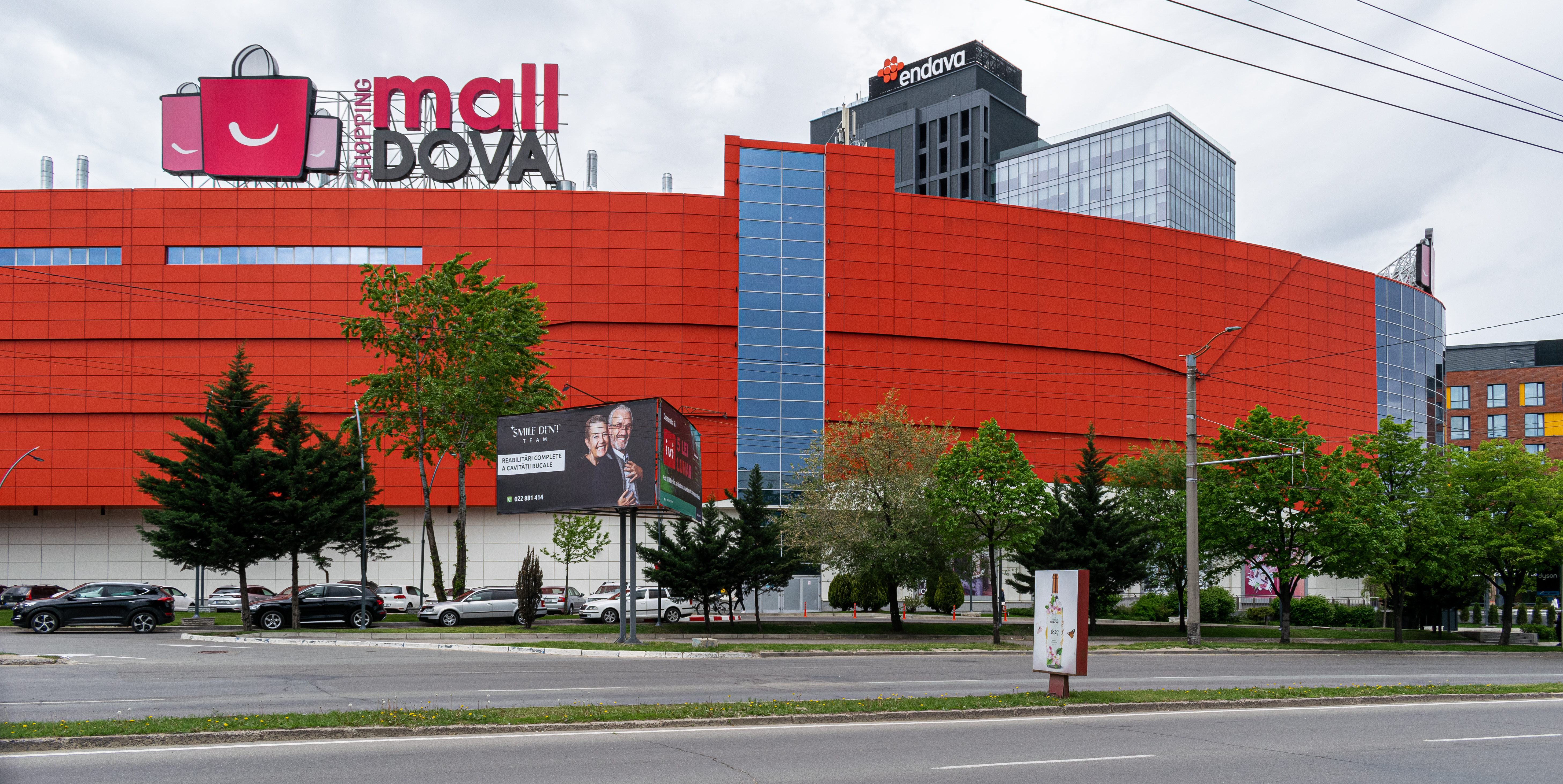
Centre comercial Malldova

Històricament, la ciutat va ser la seu de catorze fàbriques el 1919. Chisinau és la capital financera i empresarial de Moldàvia. El seu PIB representa al voltant del 60% de l'economia nacional i va assolir el 2012 la quantitat de 52 mil milions de lei (4 mil milions de dòlars). Així, el PIB per càpita de Chisinau es va situar en el 227% de la mitjana de Moldàvia. Chișinău té el sector dels mitjans de comunicació més gran i desenvolupat de Moldàvia i acull diverses empreses relacionades que van des de les principals cadenes de televisió i estacions de ràdio fins a diaris importants. Tots els bancs nacionals i internacionals (15) tenen la seva seu a Chisinau.
Els llocs destacats al voltant de Chișinău són Cineplex Loteanu, els nous centres comercials MallDova, Port Mall i els minoristes més coneguts, com N1, Linella, Kaufland, Fourchette i Metro. Mentre que molts locals continuen comprant als basars, molts residents de classe alta i turistes compren a les botigues minoristes i al MallDova. Jumbo, un centre comercial més antic del districte de Botanica, i Sun City, al centre, són més populars entre els locals.
Hi ha diversos parcs d'atraccions al voltant de la ciutat. Un d'època soviètica es troba al districte de Botanica, al llarg dels tres llacs d'un parc important, que arriba als afores del centre de la ciutat. Un altre, el modern Aventura Park, està situat més lluny del centre. El Circ Estatal de Chișinău, que antigament es trobava en un gran edifici del sector de Râșcani, ha estat inactiu durant diversos anys a causa d'un projecte de renovació mal finançat.

## Demografia
| 1812  | 1818   | 1835   | 1847   | 1851   | 1865   | 1897    | 1920    | 1930    | 1950    | 1963    | 1980    | 1991    | 2004    | 2014    | 2017    | 2019    |
| 7.000 | 10.966 | 34.079 | 43.965 | 58.849 | 94.047 | 108.483 | 121.000 | 114.896 | 134.000 | 253.500 | 519.200 | 676.700 | 589.446 | 532.513 | 685.900 | 639.000 |

Piràmide de població de Chisinau el 2021

Segons els resultats del cens de Moldàvia de 2014, realitzat el maig de 2014, 532.513 habitants viuen als límits de la ciutat de Chișinău. Això suposa una caiguda del 9,7% en el nombre de residents en comparació amb els resultats del cens de 2004.
Estadística natural (2015):
- Naixements: 6.845 (9,8 per 1.000)
- Morts: 6.433 (7,7 per 1.000)
- Taxa de creixement net: 412 (2,1 per 1.000)

Població per sectors:
| Sector   | Població (s. 2004) | Població (est. 2019) |
| -------- | ------------------ | -------------------- |
| Botànica | 156.633            | 170.600              |
| Buiucani | 107.744            | 110.100              |
| Centre   | 90.494             | 96.200               |
| Ciocana  | 101.834            | 115.900              |
| Râșcani  | 132.740            | 146.200              |

### Composició ètnica
| Grup ètnic | 19301   | 19301   | 19412  | 19412  | 19593   | 19593   | 19704   | 19704   | 19895   | 19895   | 20046   | 20046   | 20147   | 20147   |
| Grup ètnic | Nombre  | %       | Nombre | %      | Nombre  | %       | Nombre  | %       | Nombre  | %       | Nombre  | %       | Nombre  | %       |
| --- | ------- | ------- | ------ | ------ | ------- | ------- | ------- | ------- | ------- | ------- | ------- | ------- | ------- | ------- |
| Moldaus * | 48.456  | 42,17   | 43.024 | 81,24  | 69.722  | 32,38   | 137.942 | 37,90   | 366.468 | 51,26   | 481.626 | 68,94   | 304.860 | 67,18   |
| Romanesos * | 48.456  | 42,17   | 43.024 | 81,24  | 331     | 0,15    | 513     | 0.14    | -       | -       | 31.984  | 4,58    | 65.605  | 14,46   |
| Russos | 19.631  | 17,09   | 5.915  | 11,17  | 69.600  | 32,22   | 110.449 | 30,35   | 181.002 | 25,32   | 99.149  | 14,19   | 42.174  | 9,29    |
| Ucraïnesos | 563     | 0,49    | 1.745  | 3,29   | 25.930  | 12,00   | 51.103  | 14,04   | 98.190  | 13,73   | 58.945  | 8,44    | 26.991  | 5,95    |
| Búlgars | 541     | 0,47    | 183    | 0,35   | 1.811   | 0,84    | 3.855   | 1,06    | 9.224   | 1,29    | 8.868   | 1,27    | 4.850   | 1,07    |
| Gagaüsos | -       | -       | 17     | 0,03   | 1.476   | 0,68    | 2.666   | 0,73    | 6.155   | 0,86    | 6.446   | 0,92    | 3.108   | 0,68    |
| Altres | 45.705  | 39,78   | 2.078  | 3,92   | 45.626  | 21,12   | 54.688  | 15,03   | 47.525  | 6,65    | 11.605  | 1,66    | 6.210   | 1,37    |
| Total | 114.896 | 114.896 | 52.962 | 52.962 | 216.005 | 216.005 | 363.940 | 363.940 | 714.928 | 714.928 | 712.218 | 712.218 | 469.402 | 469.402 |
| * Des de la independència de Moldàvia, hi ha una controvèrsia en curs sobre si els moldaus i els romanesos són el mateix grup ètnic. ** Aquests els percentatges corresponen als 469.402 ciutadans revisats al cens de 2014 que van respondre a la pregunta d'ètnia. S'estima que 193.434 habitants addicionals del municipi de Chisinau no van ser revisats. |         |         |        |        |         |         |         |         |         |         |         |         |         |         |
| 1Font:. 2Font: Arxivat 1/11/2018, a Wayback Machine.. 3Font:.http://www.demoscope.ru/weekly/ssp/census.php?cy=3 4Font:http://www.demoscope.ru/weekly/ssp/census.php?cy=45Font:. 6Font:. 7Font:. |         |         |        |        |         |         |         |         |         |         |         |         |         |         |

### Idiomes
| Primer llengua | 1989 1  | 1989 1  | 2004 2  | 2004 2  | 2014 3  | 2014 3  |
| Primer llengua | Nombre  | %       | Nombre  | %       | Nombre  | %       |
| --- | ------- | ------- | ------- | ------- | ------- | ------- |
| romanès * | -       | -       | 258.910 | 37,06   | 197.101 | 43,78   |
| Moldau * | 117.527 | 17,34   | 199.547 | 28,56   | 133.027 | 29,55   |
| rus | 482.436 | 71,20   | 234.037 | 33,50   | 115.434 | 25,64   |
| Altres llengües | 77.627  | 11,46   | 6.106   | 0,87    | 4.635   | 1,03    |
| Total | 714.928 | 714.928 | 712.218 | 712.218 | 469.402 | 469.402 |
| * La llengua moldava representa el glotònim (dialecte) donat a la llengua romanesa a la República de Moldàvia.                |         |         |         |         |         |         |
| 1 Font: 2 Font: http://www.statistica.md/pageview.php?l=ro&idc=295&3 Font:http://www.statistica.md/pageview.php?l=ro&idc=349& |         |         |         |         |         |         |

### Religió
Chisinau és la seu de l’Església Ortodoxa Moldava, així com de la Metròpoli de Bessaràbia. La ciutat té múltiples esglésies i sinagogues.
- Cristians - 90,0%

- - Cristians ortodoxos - 88,4%

- - Protestant - 1,2%

- -     - Baptistes – 0,6%

- -     - Evangèlics - 0,4%

- -     - Pentecostals - 0,2%

- -     - Adventistes del setè dia: 0,1%

- - Catòlics romans - 0,4%

- Altres – 1,0%

- Sense religió: 1,4%

- Ateus - 1,5%

- No declarat – 6,1%

## Paisatge urbà

### Arquitectura
El pla de creixement de Chișinău es va desenvolupar al segle xix. El 1836 es va acabar la construcció de la catedral de Chisinau i el seu campanar d'espadanya. El campanar d'espadanya va ser enderrocat a l'època soviètica i va ser reconstruït el 1997. Chișinău també mostra un gran nombre d'esglésies ortodoxes i edificis del segle xii al voltant de la ciutat, com ara el Monestir de Ciuflea o l’església de la Transfiguració. Gran part de la ciutat està feta de pedra calcària extreta de Cricova.
Des de 1991 s'han construït molts edificis d'estil modern a la ciutat. Hi ha molts complexos d'oficines i comercials moderns, renovats o de nova construcció, com ara la seu de Kentford, SkyTower i Unión Fenosa. Tanmateix, els antics grups de blocs vius d'estil soviètic segueixen sent una característica extensa del paisatge urbà.

## Història
Fou fundada al començament del segle xv com un poble monestir. La ciutat fou capturada en el segle xvi pels turcs i des del 1812 per Rússia, pels acords del Tractat de Bucarest que posava final a la Guerra russo-otomana. Els russos la van convertir en el centre de la Bessaràbia (Romanès: Basarabia). Romania va tenir el control de la ciutat entre 1918 i 1940, quan va passar a formar part de la Unió Soviètica. La ciutat compta amb universitat, hi ha l'Acadèmia de Ciències de Moldàvia i és un important centre de la indústria alimentària.
A finals del segle xix, sobretot a causa del creixent antisemitisme a Rússia i Polònia, molts jueus optaren per establir-se a la ciutat, i l'any 1900 arribaren a representar el 43% de la població. Del 6 al 7 d'abril de 1903, Chișinău fou l'escenari d'un violent pogrom contra la població jueva de la ciutat. Hi moriren unes 49 persones, 500 resultaren ferides i centenars de propietats jueves foren saquejades i destruïdes. Del 19 al 20 d'octubre de 1905, s'hi produí un altre pogrom que costà la vida a dinou jueus.

## Personatges nascuts o vinculats a la ciutat
- Alexandru Pliușchin (1987), ciclista
- Ilie Cebanu (1986), porter de futbol
- Dan Bălan (1979), cantant i compositor que fou líder del grup musical O-Zone
- Anna Lesko (1979), cantant
- Dorin Chirtoacă (1978), periodista i polític, batlle de la ciutat
- Ruslan Ivanov (1973), ciclista
- Victor Bologan (1971), jugador d'escacs
- Avigdor Lieberman (1958), polític i ministre d'Israel
- Lia Manoliu (1932-1998), atleta, medalla olímpica en llançament de disc
- Auguste Baillayre (1879-1961), professor i artista d'origen nord-català, fundador i director del Museu d'Art de Chișinău
- Aleksei Sxússev (1873-1949), arquitecte
- Maria Cebotari (1910-1949), soprano.
- Aleksandr Borisovič Gol'denvejzer (1875-1961), pianista i compositor.

## Ciutats agermanades
Chișinău està agermanada amb les localitats de:
- Bucarest, Romania
- Sacramento, Califòrnia (Estats Units)
- Grenoble, França
- Buenos Aires, Argentina
- Mannheim, Alemanya
- Kíev, Ucraïna
- Odessa, Ucraïna
- Tel-Aviv, Israel
- Reggio Emilia, Itàlia
- Patres, Grècia
- Cracòvia, Polònia
- Greensboro, Carolina del Nord (Estats Units)
- Yerevan, Armènia
- Ankara, Turquia

## Galeria

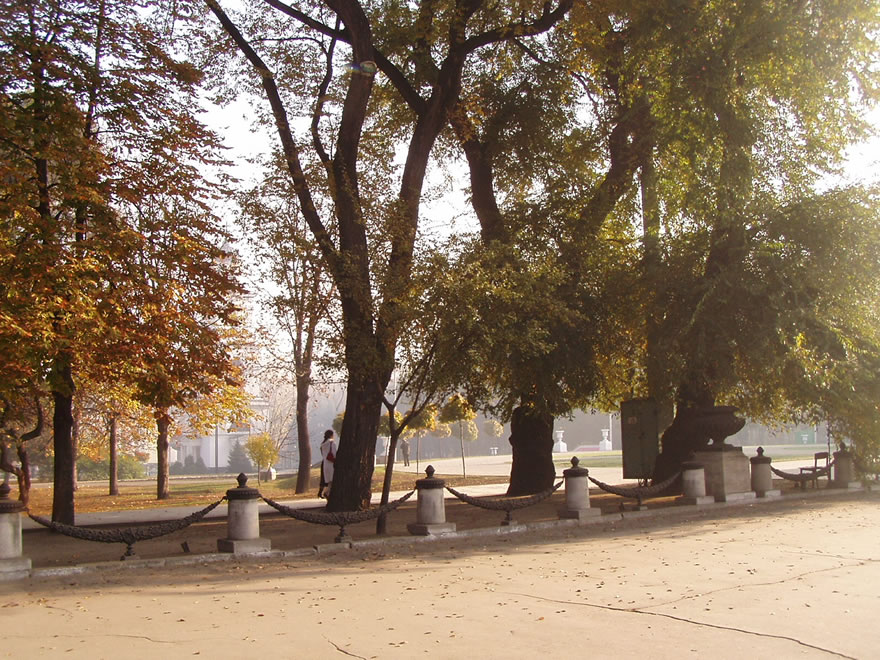
Centre de la ciutat
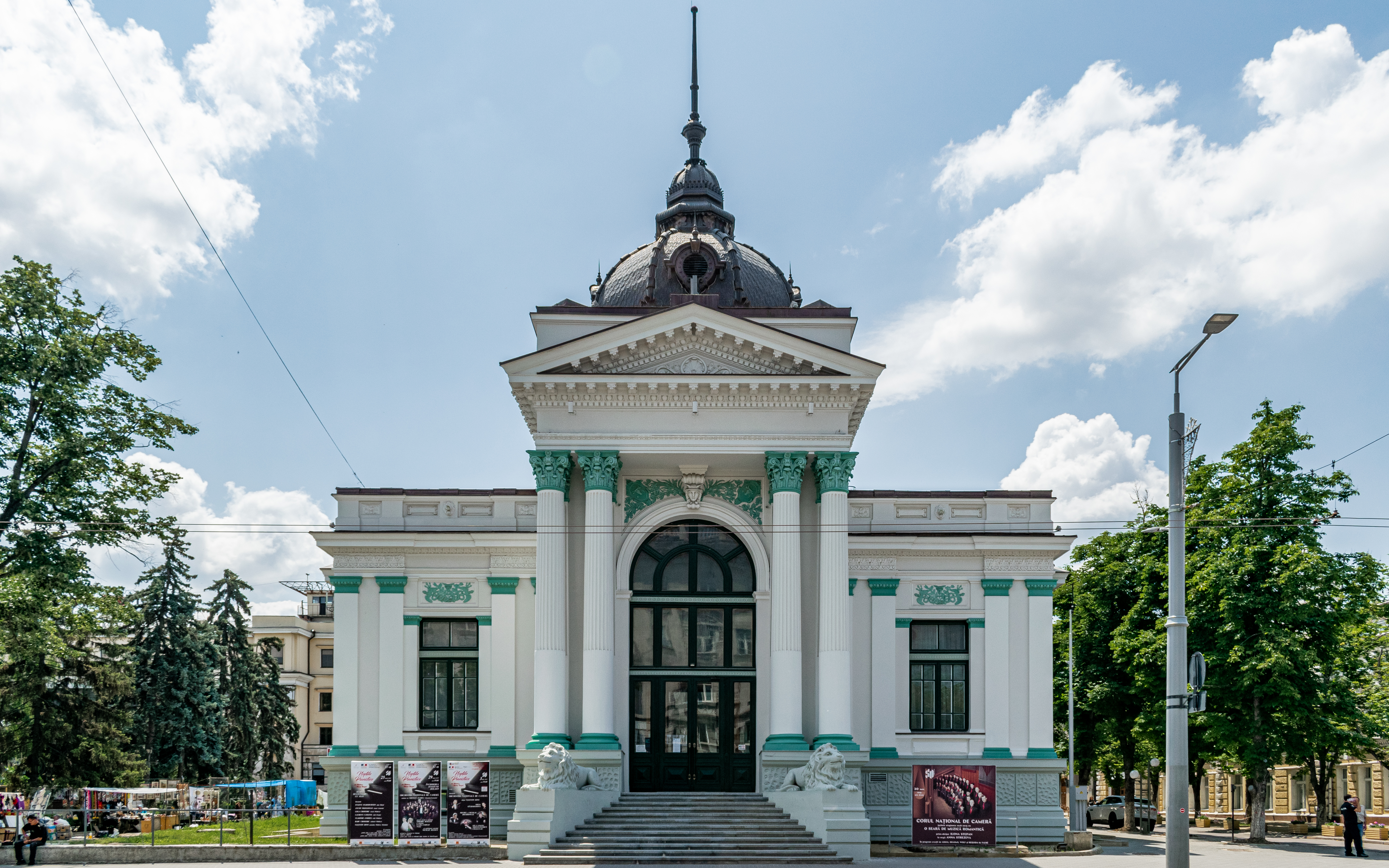
Sala Cu Orga
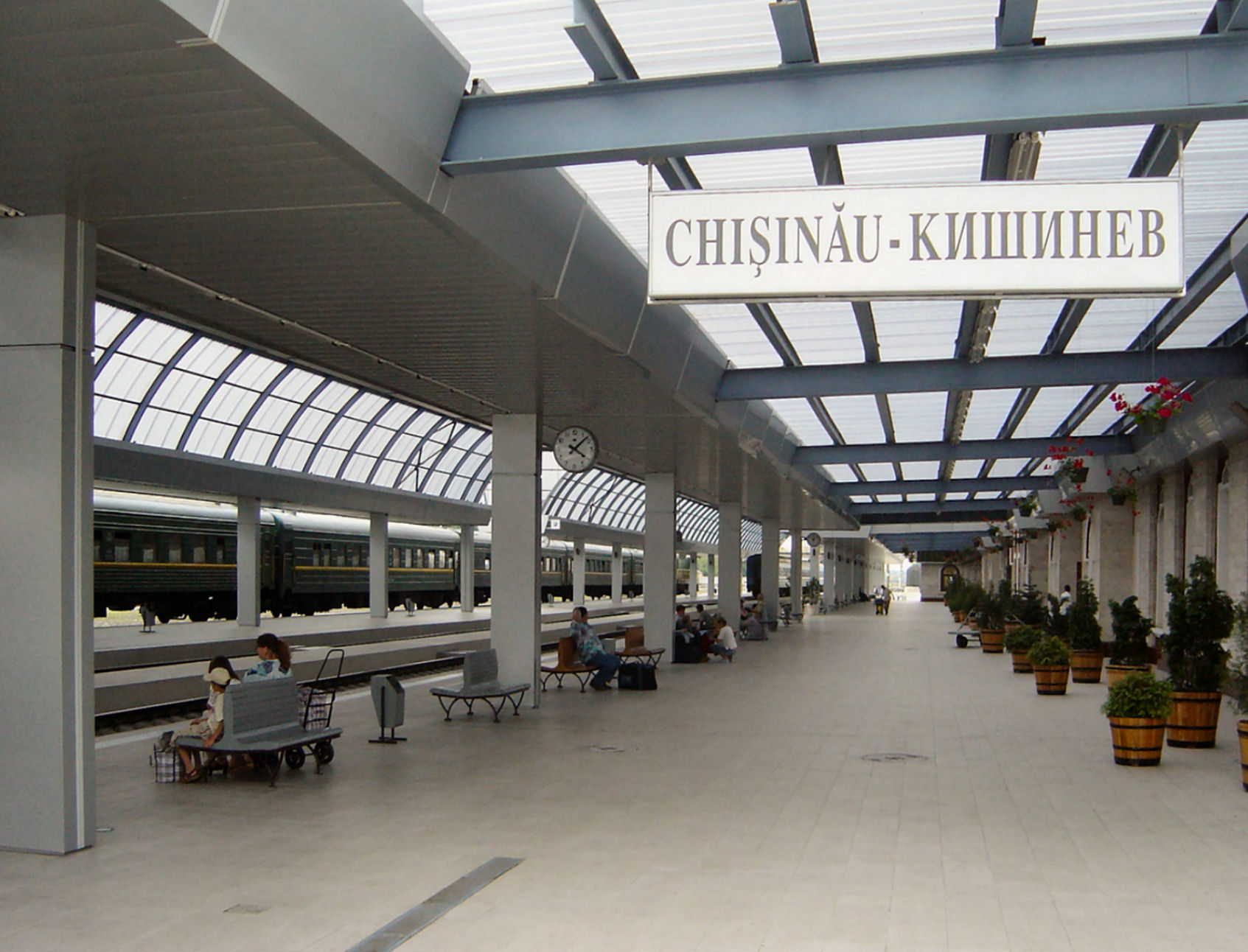
Estació de tren
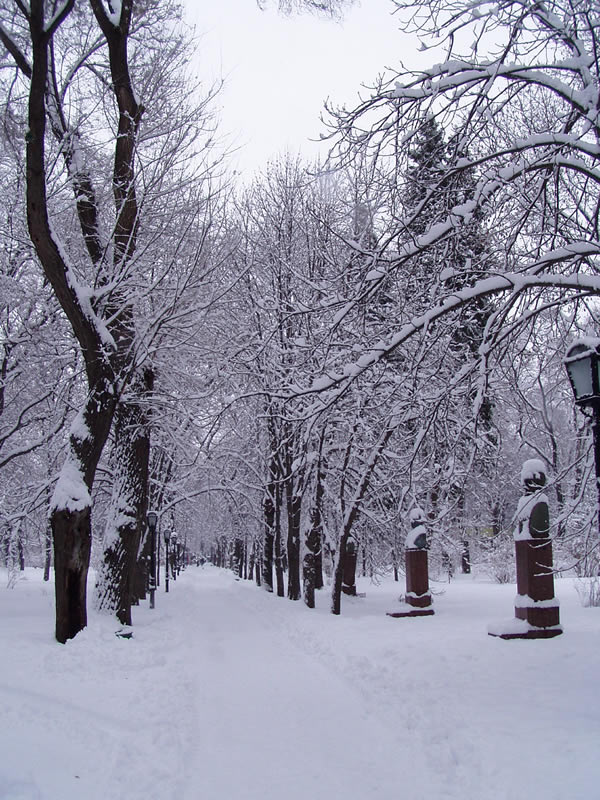
Hivern a Chișinău
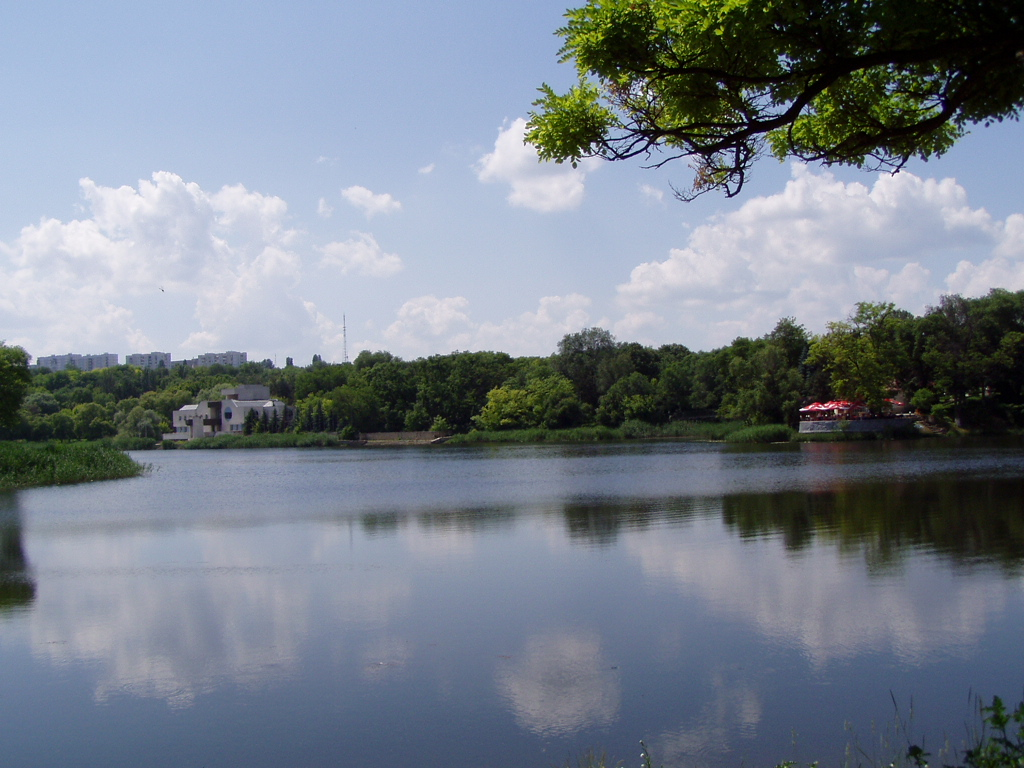
Rose Valley
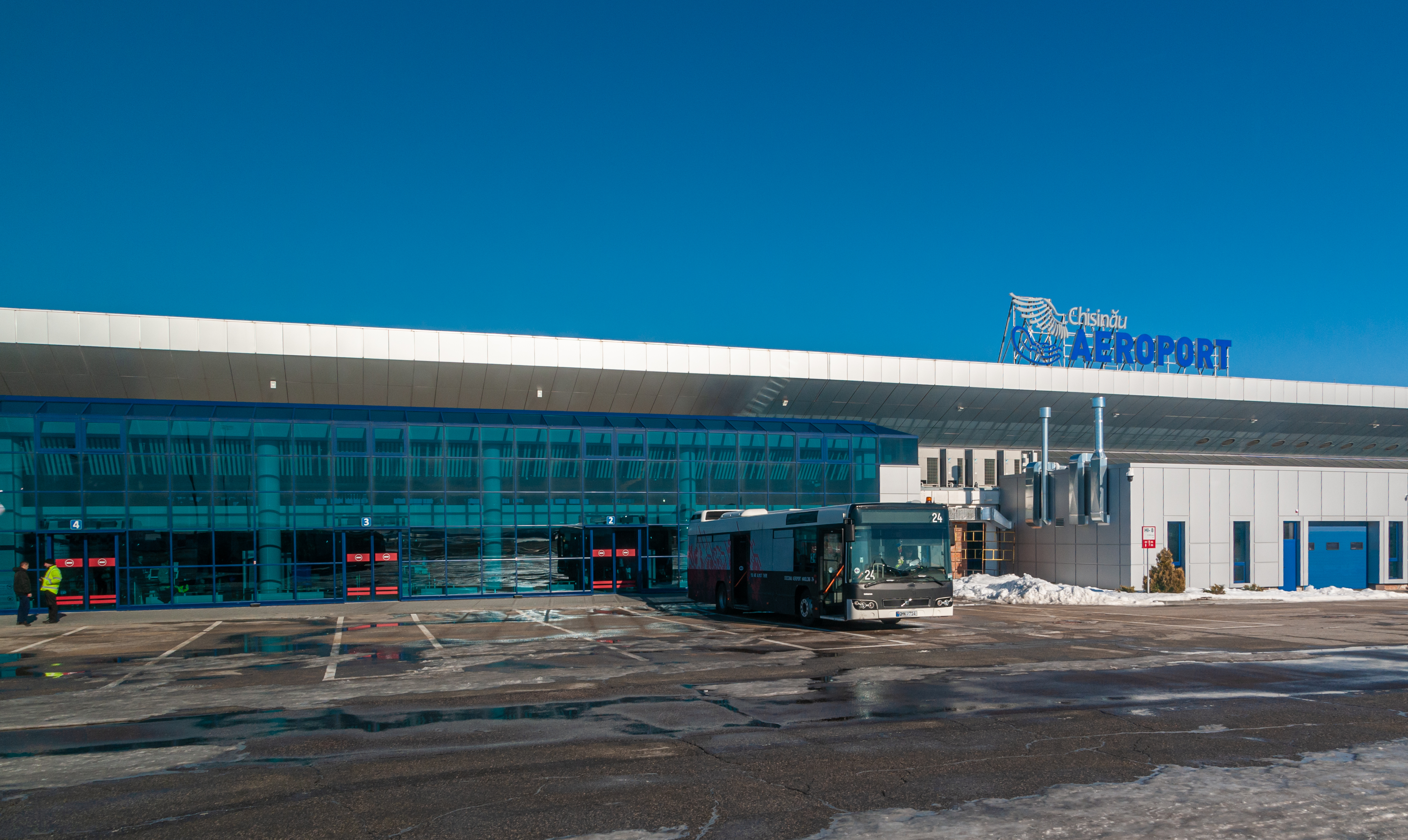
Aeroport Internacional
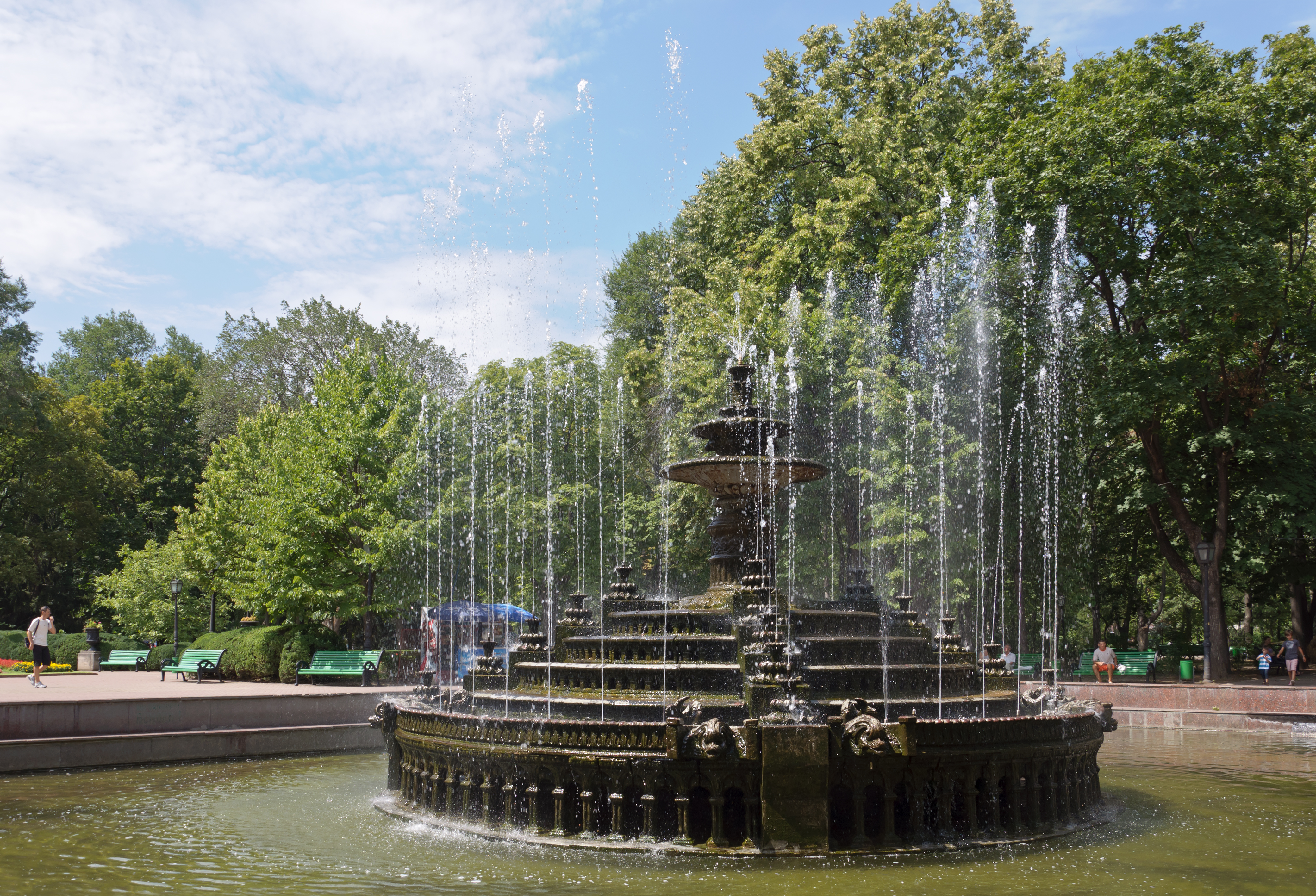
Ștefan cel Mare Central Park
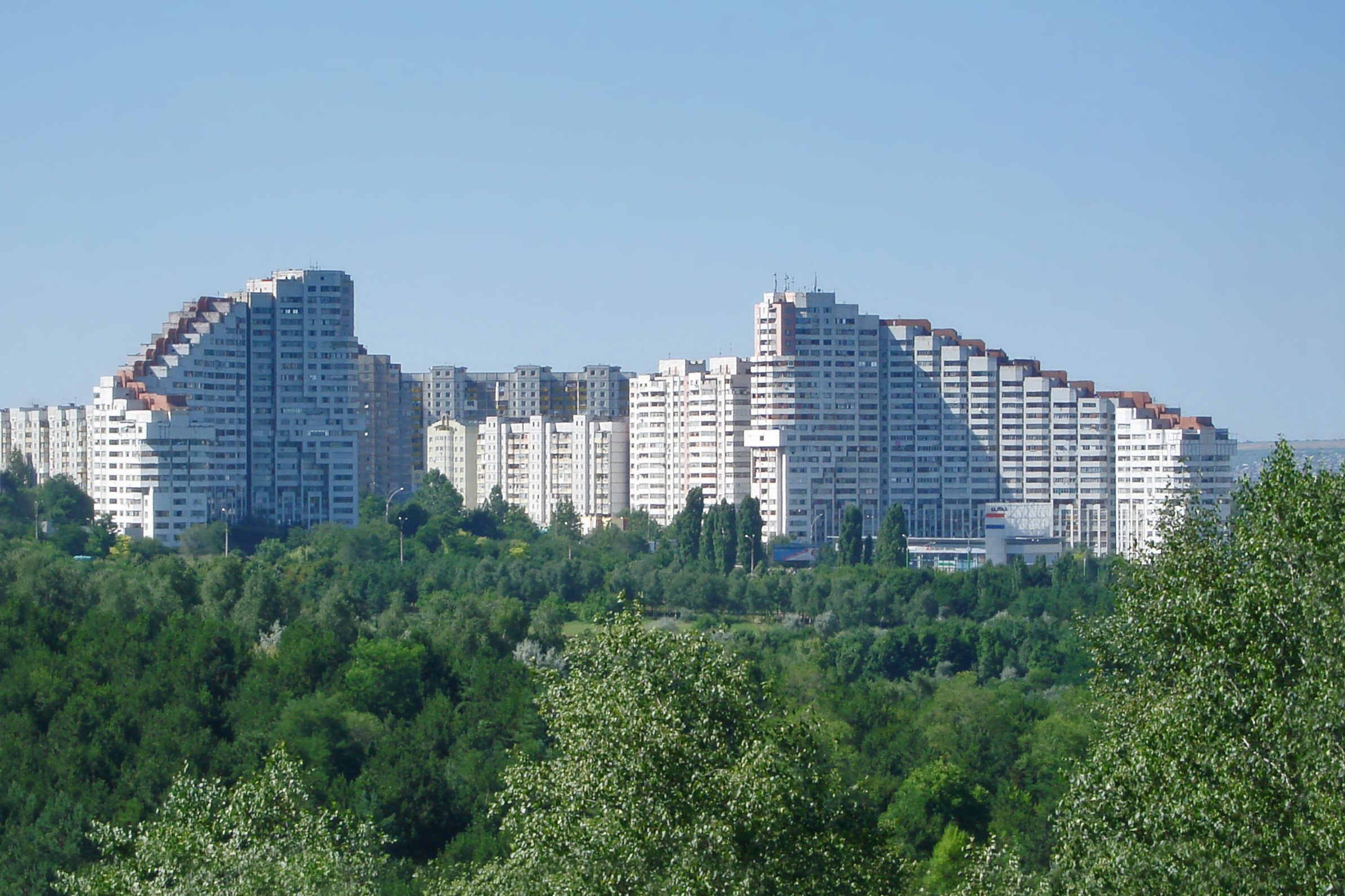
Edificis de la ciutat